# Schloss Westheim
Das Schloss Westheim ist ein ehemaliger Adelssitz im Biebelrieder Ortsteil Westheim im unterfränkischen Landkreis Kitzingen. Die Anlage wurde in ein landwirtschaftliches Anwesen integriert und ist heute kaum noch als Schloss erkennbar.

## Geschichte
Die Geschichte der Schlossanlage beginnt im 18. Jahrhundert. Erstmals ist es im Jahr 1772 nachgewiesen; damals war es im Besitz des Würzburger Domkapitulars Johann Philipp von Zobel. Bereits im gleichen Jahr wurde das Schloss an den Freiherren Groß von Trockau weitergegeben. Die Familie wohnte noch im 19. Jahrhundert in der Anlage. Um 1900 war der Bau an Franz Bauer verpachtet.
Die Mitte des 20. Jahrhunderts brachte dann einen weiteren Wandel in der Schlossgeschichte. Das Haus wurde verkauft und fortan von Privatpersonen bewohnt, letztmals ist die Anlage im Jahr 1950 freistehend dargestellt. Die neuen Eigentümer wandelten das Westheimer Schloss in ein landwirtschaftliches Anwesen um. Hierzu wurde der ehemalige Adelssitz mit Scheunen umbaut und zu einem Teil der Nutzgebäude umgebaut. Die Reste sind als Baudenkmal eingeordnet.

## Beschreibung
Die Überreste des Schlosses lassen auf das ursprüngliche Aussehen schließen. Es handelte sich um einen kleinen, einstöckigen Bau, der mit einer kleinen Hauskapelle ausgestattet war. Es haben sich einige profilierte Fensterrahmungen erhalten. Vier auf fünf Fensterachsen mit Mittelportal sind noch erkennbar. Ebenso lässt sich ein Mauerportal auf der Südseite des Anwesens ausmachen. In früherer Zeit war noch ein Grabmal des letzten Freiherren Groß von Trockau zu erkennen.